# Championnats du monde de cyclisme sur piste 1926
Navigation
Amsterdam 1925 Cologne/Elberfeld 1927
Les Championnats du monde de cyclisme sur piste 1926 ont eu lieu du 24 juillet au 1er août à Milan et Turin, en Italie. Les compétitions de vitesse ont lieu sur le vélodrome de 364 mètres de long à Milan, tandis que les courses de demi-fond se déroulent sur le Motovelodromo Appio de 400 mètres de long à Turin.
17 coureurs de huit pays sont inscrits pour les courses professionnelles et 40 coureurs de douze nations pour les courses amateurs. Pendant les qualifications, il fait si chaud que les courses doivent être reportées à 21 heures le soir. Le journal allemand « Illustrierter Radrenn-Sport » a également critiqué « le chauvinisme et la partisannerie des arbitres italiens » . Le journaliste sur place était convaincu que le retrait anticipé des coureurs allemands était due à cette partisannerie.
Le comportement des coureurs a également été critiqué. le Néerlandais Piet Moeskops a agité une serviette sale au lieu d'un fanion néerlandais lors du tour de bienvenu. Lorsque le délégué néerlandais a tenté de lui arracher la serviette, il s'est fait frappé par Moeskops. De son côté, son compatriote Klaas van Nek voulait attaquer un délégué allemand qu'il n'aimait pas. En guise de conclusion l'« Illustrierter Radrenn-Sport » déclare qu'« aucun championnat du monde n'avait été autant critiqué que cette fois en Italie ! ».

## Résultats

### Podiums professionnels
| Compétition | Or                     | Argent                          | Bronze                |
| ----------- | ---------------------- | ------------------------------- | --------------------- |
| Vitesse     | Piet Moeskops Pays-Bas | Cesare Moretti Royaume d'Italie | Lucien Michard France |
| Demi-fond   | Victor Linart Belgique | Gustave Ganay France            | Paul Suter Suisse     |

### Podiums amateurs
| Compétition | Or                                 | Argent               | Bronze                    |
| ----------- | ---------------------------------- | -------------------- | ------------------------- |
| Vitesse     | Avanti Martinetti Royaume d'Italie | Léon Galvaing France | Antoine Mazairac Pays-Bas |

## Tableau des médailles
| Rang | Nation   | Or | Argent | Bronze | Total |
| ---- | -------- | -- | ------ | ------ | ----- |
| 1    | Italie   | 1  | 1      | 0      | 2     |
| 2    | Pays-Bas | 1  | 0      | 1      | 2     |
| 3    | Belgique | 1  | 0      | 0      | 1     |
| 4    | France   | 0  | 2      | 1      | 3     |
| 5    | Suisse   | 0  | 0      | 1      | 1     |

## Liste des engagés
- Vitesse amateurs
  -  Allemagne. —  Paul Oszmella, Oscar Rütt, Peter Steffes, Mathias Engel[5].